# Bào xác
Bào xác là giai đoạn sống tiềm sinh của động vật nguyên sinh. Khi chuyển thành bào xác, tế bào thải bớt nước thừa làm tế bào trở nên quánh hơn và hình thành vỏ bọc cứng bao quanh cơ thể. Bào xác giúp động vật nguyên sinh chịu đựng được các thay đổi quá ngưỡng của môi trường như nước bị cạn, đất khô hạn, nhiệt độ thay đổi,..